# Peder Grib
Peder Grib (født 18. maj 1681, død 17. marts 1757 på Færgegården ved Snoghøj) var en dansk søofficer.
Han var først ansat i månedstjenesten, men blev 1710 fast sekondløjtnant og året efter premierløjtnant. Som sådan udmærkede han sig 1712 mod de svenske ved en transport til Malmø og fik til belønning kommandoen over  fregatten Hvide Falk, med hvilken han sejlede i Østersøen; 1714 førte han det armerede skib Concordia, der gjorde tjeneste ved Wismar i Christian Carl Gabels eskadre. Året efter gjorde han i admiral Peter Rabens flåde tjeneste med samme skib som "brander". I de nærmeste år herefter viste han sig som en af Tordenskiolds tapreste krigskammerater. 1716 var han chef for galioten Vindhunden på konvoj til Norge, men fik derefter stykprammen Noæ Ark under sin kommando; med denne udmærkede han sig glimrende, da Tordenskiold 8. juli ødelagde den svenske transport i Dynekilen; til belønning forfremmedes han til kaptajnløjtnant. 1717 førte han atter Noæ Ark, opsnappede først et værdifuldt fjendtligt skib, deltog derpå 14. maj i Tordenskiolds angreb på Gøteborg og senere i angrebet på Strømstad, men såredes her, idet han mistede sin højre arm. Til belønning for disse bedrifter forfremmedes han til kaptajn. Efter sin helbredelse lå han længe i stridigheder med Tordenskiold om delingen af prisepengene for det opbragte handelsskib.
1720 degraderedes han for underslæb med materialier og blev siden ved krigsret dømt fra sin charge for at have ladet sig bestikke til at løsgive 2 fanger, men fik dog tilbud om at forblive i tjenesten som kaptajnløjtnant; dette afslog han, tog i december 1720 sin afsked og gik i russisk tjeneste, hvor han i tidsrummet til 1724 tjente sig op til kaptajn af 1. rang og chef for linjeskibet Astrakhan. Sandsynligvis er han her kommet i strid med den til Rusland udvandrede admiral Daniel Jacob Wilster; atter forlod han nu sin stilling og vendte tilbage til Danmark, hvor han en tid lang førte skib for det ostindiske handelsselskab. 2 år senere (1726) indgav han ansøgning om beskæftigelse til kongen; han blev herved understøttet af admiral Raben, der anbefalede ham til posten som kommandant på Trekroner, men Admiralitetet afslog begæringen. Af kongen erholdt han senere (1742) Færgegården ved Snoghøj, som forblev i hans families besiddelse i næsten 100 år. Her døde Grib 17. marts 1757 og begravedes i Erritsø Kirke, hvor hans epitafium findes.